# 見延典子
見延 典子（みのべ のりこ、1955年8月2日 - ）は、日本の小説家。現姓・豊田。

## 来歴・人物
北海道札幌市白石区出身。1973年、北海道札幌南高等学校3年生の時、小説「指」が北海道新聞社主催の第11回有島青少年文芸賞に佳作入選する。
作家になれると確信し、早稲田大学第一文学部に入学。文芸科の卒業論文に200枚の小説『もう頰づえはつかない』を書いた。その後、担当の教員が雑誌「早稲田文学」に紹介し、掲載された。1978年3月、早稲田大学卒業。同年11月、『もう頰づえはつかない』は講談社から単行本化され、50万部を超える大ベストセラーになる。本作は1979年に桃井かおり主演で映画化され、ヒットした。
1981年に結婚して広島県広島市へ転居。以後同地で執筆活動を継続する傍ら、地元の文化人としてテレビ番組やラジオ番組にも出演している。
広島藩の儒学者だった頼山陽の研究をライフワークとし、2000年、歴史小説「すっぽらぽんのぽん 頼山陽の母・梅颸八十四年の生涯」で頼山陽記念文化賞を受賞、2008年『頼山陽』で新田次郎文学賞受賞。　
2001年から北海道新聞社主催・有島青少年文芸賞選考委員。
2008年、第29回広島文化賞を受賞。2015年、広島市政功労表彰を受ける。
2023年、「頼山陽ネットワーク」の活動で第41回頼山陽記念文化賞を受賞。

## エピソード
- 父方の見延家は曽祖父の代に現在の福井県越前市から北海道に移住した[4]。なお、見延典子以外の見延姓の著名人には、見延和靖[4]（フェンシング選手・2016年リオデジャネイロオリンピック出場）・見延清助（政治家・北海道天塩町長を6期24年つとめる）・見延庄士郎（海洋気候物理学者・北海道大学教授）などがいる。
- 母方の大叔父・長浜万蔵は白石の牧場主で、本郷通商店街の生みの親として知られる[1]。

## 著書
- 『もう頰づえはつかない』講談社、1978（のち文庫）
- 『いつのまにか晴れた空』講談社 1981（のち文庫）
- 『聖なる河』講談社 1984
- 『男ともだち』講談社 1990
- 『遺された指輪』祥伝社 1992（「指輪」と改題、祥伝社ノン・ポシェット）
- 『三人姉妹』講談社、1995
- 『泣きたい夜』近代文芸社 1997
- 『愛の炎』上下 講談社 1998
- 『すっぽらぽんのぽん 頼山陽の母・梅颸八十四年の生涯』 南々社 2000
- 『家なんか建てなきゃよかった』講談社 2003（「家を建てるなら」と改題、文庫）
- 『頼山陽にピアス』南々社 2004
- 『平家物語を歩く―清盛、義仲、義経、建礼門院...源平ゆかりの地』歩く旅シリーズ　山と渓谷社、2004
- 『頼山陽』徳間書店、2007（のち文庫 上下）
- 『「平家物語」愛と滅亡のドラマ』ベスト新書、2011
- 『敗れざる幕末』徳間書店、2012
- 『怒る清盛―頼山陽が描いた「平清盛」』南々社、2012
- 『竈さらえ ―見延典子短編集・頼山陽をめぐる物語』コスモの本(発行・本分社)、2014
- 『汚名』本分社、2016
- 『私のルーツ』本分社、2018
- 『頼山陽と戦争国家』南々社、2019